# Девальвація
Девальва́ція (від лат. de — префікса, що означає рух униз, та лат. valeo — маю значення) — офіційне зменшення золотого вмісту грошової одиниці чи зниження курсу національної валюти щодо золота, срібла, певної іноземної валюти. У сучасних умовах термін застосовується для ситуацій значного зниження курсу національної  валюти відносно «твердих» валют (зазвичай, щодо долара США, євро, SDR). Девальвація розглядається як інструмент центральних банків з управління національною валютою, протилежний ревальвації.
В умовах плаваючого валютного курсу не відбувається прямого офіційного призначення вартості національної валюти. Центральний банк може лише непрямими методами (валютними інтервенціями) змінювати курс. У цих умовах девальвація буде не результатом прийняття офіційного документа, а результатом зміни вартості валюти під впливом ринкових механізмів.

## Девальвація та інфляція
Термін «інфляція» близький за значенням до терміна «девальвація», однак перший частіше відносять до купівельної спроможності національної валюти на місцевому товарному ринку, а другий — купівельної спроможності відносно іноземних валют. По суті, і те й інше характеризується зміною купівельної спроможності. Часто девальвація валюти може бути однією з причин інфляції всередині країни. Однак якщо іноземні валюти також схильні до інфляції, то інфляція можлива і без девальвації.

## Види девальвації
Розрізняють офіційну (відкриту) і приховану девальвацію.
При відкритій девальвації Центральний банк країни офіційно оголошує девальвацію національної валюти, з обігу вилучаються знецінені паперові гроші або відбувається обмін таких грошей на нові, стійкі кредитні гроші (але за курсом, відповідним знеціненню старих грошей, тобто нижчим).
При прихованій девальвації держава знижує реальну вартість грошової одиниці по відношенню до іноземних валют, не вилучаючи знецінені гроші з обігу.
Відкрита девальвація викликає зниження товарних цін, прихована ж девальвація не веде сама по собі до зміни цін.

## Причини девальвації
Причинами девальвації національної валюти можуть бути інфляція або дефіцит платіжних балансів.
Хоча девальвація спричинюється макроекономічними факторами, безпосереднє зниження курсу валюти викликається рішенням регуляторних органів у країні. Таким рішенням може бути офіційне зниження фіксованого національним банком країни курсу, відмова від підтримки курсу валюти, відмова від прив'язки курсу валюти до валют інших країн або валютних кошиків з метою зменшення дефіциту платіжного балансу країни, підвищення конкурентоспроможності вироблюваних товарів на світовому ринку, стимулювання внутрішнього виробництва.
Фактори, які можуть призвести до девальвації національної валюти, включають:
1. Зовнішній тиск: Зростання світових цін на ключові товари, такі як нафта, може чинити тиск на валюту країн-імпортерів через збільшення вартості імпорту.
2. Політична нестабільність: Невизначеність у політичному середовищі може призвести до зниження довіри до національної валюти та відтоку інвестицій, що спричиняє падіння її вартості.
3. Монетарна політика: Рішення уряду та центрального банку, зокрема надмірна емісія грошей, можуть призвести до інфляції та девальвації валюти.
4. Глобальні економічні кризи: Рецесія або криза у світовій економіці може спричинити падіння вартості валют багатьох країн, особливо тих, які сильно залежать від зовнішньої торгівлі.
5. Торговельний баланс: Дефіцит торговельного балансу, спричинений перевищенням імпорту над експортом, може негативно вплинути на вартість національної валюти.
6. Боргові зобов'язання: Високий рівень зовнішнього боргу може призвести до девальвації через зниження впевненості інвесторів у здатності країни виконувати свої боргові зобов'язання.
7. Спекуляції: Спекулятивні операції трейдерів на валютному ринку, спрямовані на зниження вартості валюти, можуть спричинити її девальвацію.

## Ризики девальвації
Під ризиком девальвації валюти розуміється ризик різкого стресового зниження курсу валюти щодо інших валют. Можливість оцінки ризику девальвації істотно залежить від того, в якій формі вона відбувається. Зниження керівництвом країни фіксованого курсу може бути передбачене заздалегідь; стихійна девальвація, викликана нездатністю регуляторних органів підтримати курс валюти, складно піддається оцінці.
На очікуваннях різкого падіння курсу валюти інвестори починають вкладати гроші в матеріальні блага. Але, тим не менше, це є крайнім заходом.

## Приклади девальвації
Як приклад девальвації можна навести різке падіння фунта в 1992 році, на якому зміг істотно заробити Сорос. Він продав за один день фунтів більше, ніж на 10 мільярдів доларів, що і стало критичним. Справа в тому, що фунт ще до цього штучно підтримувався вище, ніж міг себе забезпечити. Після такого серйозного продажу на ринку з'явилося дуже багато дешевих фунтів, уряд вирішив, що не має сенсу і далі утримувати валюту. Падіння фунта становило тоді близько 12 %. Ще один приклад — італійська ліра, відноситься приблизно до того ж часу. Девальвація тоді становила близько 7 %. Цікаво, що обидві країни входили в Європейську валютну систему і відхилення їх курсів від паритету було вище встановлених норм.

### Девальвація в Російській Федерації
Історичним прикладом відкритої девальвації може служити грошова реформа 1839—1843 рр.. в Росії, що виразилася в тому, що знецінені асигнації були обмінені за курсом 3 руб. 50 коп. за 1 срібний рубль на кредитні квитки, які у свою чергу підлягали розміну на золото і срібло за номінальною вартістю. Таким чином, тимчасова стабілізація рубля була досягнута шляхом відкритої девальвації: за 1 рубль асигнаціями власники їх отримали тільки близько 29 коп. сріблом.
Історичним прикладом прихованої девальвації може служити грошова реформа 1897 р. в Росії. Вона висловилася в тому, що був введений розмін кредитних білетів на золоті монети, номінально карбованець за карбованець, але при цьому золотий вміст рубля було знижено на 1 / 3 — з 26,1 до 17,4 частки чистого золота.
17 серпня 1998 у зв'язку з економічною кризою було оголошено про рішення девальвувати рубль, введення одностороннього мораторію на банківські розрахунки з Заходом, виплату дивідендів за ДКО і про заморожування рахунків приватних банків.

### Девальвація в Республіці Білорусь
1 січня 2009 Національний Банк Республіки Білорусь знизив курс білоруського рубля на 20,5 % по відношенню до долара США. Одночасно з цим банк перейшов до розрахунку курсу білоруського рубля виходячи з прив'язки до кошика валют, до складу якої включено долар, євро та російський рубль в рівних частках

### Девальвація в Республіці Казахстан
4 лютого 2009 Національний банк Республіки Казахстан відпустив тенге (національна валюта Казахстану) у вільне плавання. У порівнянні з колишнім офіційним курсом тенге до долара, казахстанська валюта подешевшала на 25 %. Уряд збирався утримувати її в межах до 155 тенге за долар. Проте в перший же день обмінники скористалися ситуацією цілковитої плутанини і продавали долари по 160—175 тенге, а ціна одного євро в цей день зупинилася на позначці 210 тенге за продаж. Наступного дня ситуація дещо стабілізувалася. Але багато банків встигли «наварити» на девальвації тенге серйозні гроші.

### Найбільші девальвації
Список найбільших девальвацій після 1990 року.[неавторитетне джерело]
| Країна         | Рік  | Величина, % |
| -------------- | ---- | ----------- |
| Білорусь       | 2011 | 54,4        |
| Аргентина      | 2002 | 54          |
| Ефіопія        | 1992 | 54          |
| Росія          | 1998 | 38          |
| Білорусь       | 1999 | 37          |
| Індонезія      | 1998 | 37          |
| Мексика        | 1995 | 36          |
| Південна Корея | 1997 | 34          |
| Бразилія       | 1999 | 33          |
| Уругвай        | 2002 | 29          |
| Еквадор        | 1999 | 29          |

## Наслідки девальвації
Позитивні сторони
- Наслідком девальвації є стимулювання експорту, оскільки експортер при обміні вирученої іноземної валюти на свою знецінену валюту отримує девальваційний дохід.

- Підвищення попиту на вітчизняні товари усередині країни.

- Зниження темпів витрачання золотовалютних резервів країни.

Негативні сторони
- Очевидним мінусом жорсткої девальвації є втрата довіри до валюти, що знецінюється.

- Девальвація підвищує ціни на імпортні товари і робить їх менш конкурентоспроможними порівняно з місцевими (вітчизняними) товарами і тому обмежує імпорт, тобто відбувається імпортозаміщення. Від цього страждає населення, а також підприємства, що купують іноземні сировину, деталі, обладнання, технології.

- Знецінюються вклади в національній валюті, що зазнала девальвації. Відбувається ажіотажне зняття грошових коштів з банківських депозитів у девальвованій валюті.

- Девальвація провокує зростання темпів інфляції, тому що при здешевленні вітчизняної продукції виробники підвищують ціни на внутрішньому ринку (розкручування девальваційно-інфляційної спіралі), ще більше знецінюючи внески і заощадження.

- Девальвація створює валютні ризики для бізнесу, що особливо шкідливо в умовах кризи.

- Падає реальна купівельна спроможність грошових доходів населення в девальвованій валюті (зарплат, пенсій і грошової допомоги), знижується купівельна активність.